# David Blacha
David Blacha (Wickede, Németország, 1990. október 22. –) lengyel-német labdarúgó, a német SV Sandhausen középpályása.

## Pályafutása
Blacha utánpótláskorú játékosként a Fröndenberg és a Borussia Dortmund csapatában nevelkedett. 2009 júliusában egyéves szerződést írt alá a Rot Weiss Ahlenhez. A Bundesliga 2-ben augusztus 23-án debütált amikor a 66. percben lehetőséget kapott Christian Mikolajczak cserjeként a Rot-Weiß Oberhausen elleni bajnokin. A szezon végén egy évvel meghosszabbította szerződését, majd az Ahlen kiesését követően, 2011 júliusában a harmadosztályú SV Sandhausenhez írt alá két évre.
2013 nyarán két és fél évre szerződtette a Hansa Rostock, ahol két évet töltött, majd a Wehen Wiesbaden játékosa lett.